# باول لونش
باول لونش (بالإنجليزية: Paul Lynch)‏ هو كاتب سيناريو ومخرج كندي وبريطاني، ولد في 11 يونيو 1946 في ليفربول في المملكة المتحدة.

## وصلات خارجية
- باول لونش على موقع IMDb (الإنجليزية)
- باول لونش على موقع ألو سيني (الفرنسية)
- باول لونش على موقع أول موفي (الإنجليزية)
- باول لونش على موقع قاعدة بيانات الأفلام السويدية (السويدية)
- باول لونش على موقع قاعدة بيانات الفيلم (الإنجليزية)
- باول لونش على موقع كينوبويسك (الروسية)